# EHF Liga Mistrzów 2016/2017
EHF Liga Mistrzów 2016/2017 – 57. edycja Ligi Mistrzów w piłce ręcznej mężczyzn. Termin zgłaszania drużyn upłynął 7 czerwca 2016. Do występów w EHF Liga Mistrzów uprawnionych było na podstawie rankingu EHF 29 drużyn. Chęć występów zgłosiło: 25 drużyn (zrezygnował z występów w europejskich pucharach HC Fivers WAT Margareten, zaś zespoły: Talent Pilzno, Filippos Verias i RK Vojvodina zrezygnowały z występów w EHF Lidze Mistrzów i wystąpiły w rozgrywkach Pucharu EHF), zaś 12 drużyn ubiegało się o "dziką kartę". EHF przyznało 9 "dzikich kart" w zależności od osiągnięć danej drużyny w występach w europejskich pucharach oraz kryteriów ustalonych przez EHF. Zatwierdzenie drużyn nastąpiło podczas posiedzenia EHF Executive Committee w Wiedniu 24 czerwca 2016.
W fazie grupowej wystąpiło, podobnie jak w poprzednim sezonie, 28 drużyn i zostały one podzielone na dwie 8-zespołowe i dwie 6-zespołowe grupy.
Turniej finałowy z udziałem czterech najlepszych drużyn Starego Kontynentu zostanie rozegrany tak jak w poprzedniej edycji, w hali Lanxess Arena w Kolonii w dniach 3-4 czerwca 2017.

## Drużyny uczestniczące
Z 37 zgłoszonych drużyn EHF zaakceptowała zgłoszenia 34 drużyn. 26 drużyn wystąpiło w fazie grupowej, zaś 8 drużyn rozegrało turniej kwalifikacyjny (dwie grupy) o dwa miejsca uprawniającego do występów w fazie grupowej.
| Grupy A, B                  | Grupy A, B                   | Grupy A, B                  | Grupy A, B                 |
| --------------------------- | ---------------------------- | --------------------------- | -------------------------- |
| MVM Veszprém KC (1.)        | Rhein-Neckar Löwen (1.)      | FC Barcelona (1.)           | Vive Tauron Kielce OT      |
| Paris SG Handball (1.)      | RK Wardar Skopje (1.)        | RK Zagrzeb (1.)             | Bjerringbro-Silkeborg (1.) |
| HC Meszkow Brześć (1.)      | Celje Pivovarna Laško (1.)   | Kadetten Schaffhausen (1.)  | IFK Kristianstad (1.)      |
| SG Flensburg-Handewitt (2.) | MOL-Pick Szeged (2.)         | THW Kiel (3.)               | Orlen Wisła Płock (2.)     |
| Grupy C, D                  |                              |                             |                            |
| Naturhouse La Rioja (2.)    | HK Motor Zaporoże (1.)       | Czechowskije Miedwiedi (1.) | Beşiktaş JK (1.)           |
| Dinamo Bukareszt (1.)       | Elverum Håndball (1.)        | Montpellier Handball (3.)   | RK Metalurg Skopje (2.)    |
| Team Tvis Holstebro (2.)    | HBC Nantes (2.)              | Tatran Preszów (1.)         | ABC/UMinho (1.)            |
| Kwalifikacje                |                              |                             |                            |
| ABC/UMinho (1.)             | Tatran Preszów (1.)          | Red Boys Differdange (1.)   | Achilles Bocholt (1.)      |
| Riihimäki Cocks (1.)        | Maccabi Castro Tel Awiw (1.) | RK Gorenje Velenje (2.)     | Bregenz Handball (2.)      |

Uwagi/legenda
- OT Obrońca tytułu
- Drużyny, która otrzymały "dziką kartę"
- w nawiasie podano miejsce, na którym dana drużyna ukończyła rozgrywki krajowe

## System rozgrywek
EHF Liga Mistrzów piłkarzy ręcznych w sezonie 2016/2017 składa się z czterech rund: turnieju kwalifikacyjnego do fazy grupowej, fazy grupowej z fazą play-off, fazy pucharowej oraz Final Four.
- Turniej kwalifikacyjny: zozstał rozegrany w dniach 3-4 września 2016 - 8 drużyn walczyło w dwóch grupach po cztery drużyny o dwa miejsca w fazie grupowej.
- Faza grupowa: w fazie grupowej uczestniczyło 28 drużyn, które zostały podzielone na 2 grupy po 8 zespołów (grupy A i B) oraz na dwie grupy po 6 zespołów (C i D). Zmagania rozpoczęły się 21 września 2016 a zakończyły się 12 marca 2017. Najlepsze drużyny z grup A i B awansowały bezpośrednio do ćwierćfinałów, natomiast drużyny z miejsc 2-6 walczyły w barażach o miejsca w ćwierćfinałach. W pozostałych grupach: dwie najlepsze drużyny z grup C i D walczyły w play-offach o awans do baraży do ćwierćfinału.
- Faza pucharowa: składała się z 1/6 oraz 1/4 finału, rozgrywki odbyły się w okresie od 22 marca do 30 kwietnia 2017.
- Final Four: uczestniczyli w nim zwycięzcy ćwierćfinałów. Final Four składał się z półfinałów, meczu o 3. miejsce oraz finału.

Od 1 lipca 2016 weszły w życie przepisy dotyczące m.in. stosowania niebieskich kartek. We wszystkich zawodach pod rozgrywanych pod egidą EHF otrzymanie przez zawodnika bezpośrednio  traktowane jest jak otrzymanie . W protokołach meczowych winno być zaznaczane jako D (dyskwalifikacja) oraz TP (kara zespołowa), lecz pomimo oficjalnego stanowiska EHF sędziowie w trakcie rozgrywek pokazują  bez opisywania ich w protokole przyjmując gradację kar.

## Turniej kwalifikacyjny
Losowanie turnieju kwalifikacyjnego odbyło się 29 czerwca 2016 w Wiedniu, w Austrii.
W wyniku losowania zostały utworzone dwie grupy: A i B i z każdej z grup awans do fazy grupowej wywalczy zwycięzca rozgrywek.
| Grupa 1              | Grupa 2                 |
| -------------------- | ----------------------- |
| RK Gorenje Velenje   | ABC/UMinho              |
| Tatran Preszów       | Bregenz Handball        |
| Red Boys Differdange | Achilles Bocholt        |
| Riihimäki Cocks      | Maccabi Castro Tel Awiw |

Uwagi/legenda
- Gospodarz turnieju

Awans do fazy grupowej wywalczyły zespoły: Tatran Preszów oraz ABC/UMinho.

## Faza grupowa
W fazie grupowej uczestniczą 28 drużyny, które zostały podzielone na 2 grupy po 8 zespołów i na 2 grupy po 6 zespołów. W grupach A i B najlepsze drużyny awansują do ćwierćfinałów, zaś zespoły z miejsc 2-6 powalczą o awans w barażach do ćwierćfinałów. W grupach C i D po dwa najlepsze zespoły zagrają w kwalifikacjach do baraży do ćwierćfinałów.
Losowanie fazy grupowej odbyło się w Glostrup, w Danii 1 lipca 2016 o godz. 13:00. Zespoły były losowane z ośmiu koszyków (grupy A i B) oraz sześciu (C i D). Drużyny z tego samego koszyka, nie mogły trafić do tej samej grupy, z wyjątkiem niemieckich klubów.
| Koszyk 1                            | Koszyk 2                               | Koszyk 3                                    | Koszyk 4                         |
| ----------------------------------- | -------------------------------------- | ------------------------------------------- | -------------------------------- |
| MVM Veszprém KC Rhein-Neckar Löwen  | FC Barcelona Vive Tauron Kielce        | Paris SG Handball RK Wardar Skopje          | RK Zagrzeb Bjerringbro-Silkeborg |
| Koszyk 5                            | Koszyk 6                               | Koszyk 7                                    | Koszyk 8                         |
| HC Meszkow Brześć Orlen Wisła Płock | MOL-Pick Szeged SG Flensburg-Handewitt | Celje Pivovarna Laško Kadetten Schaffhausen | IFK Kristianstad THW Kiel        |

| Koszyk 1                         | Koszyk 2                               | Koszyk 3                                 |
| -------------------------------- | -------------------------------------- | ---------------------------------------- |
| Naturhouse La Rioja HBC Nantes   | RK Metalurg Skopje Team Tvis Holstebro | HK Motor Zaporoże Czechowskije Miedwiedi |
| Koszyk 4                         | Koszyk 5                               | Koszyk 6                                 |
| Beşiktaş JK Montpellier Handball | Dinamo Bukareszt Elverum Håndball      | Tatran Preszów ABC/UMinho                |

### Grupa A
| Lp. | Drużyna                | M  | Mecze | Mecze | Mecze | Bramki | Bramki | Bramki | Pkt |
| Lp. | Drużyna                | M  | W     | R     | P     | +      | −      | +/−    | Pkt |
| --- | ---------------------- | -- | ----- | ----- | ----- | ------ | ------ | ------ | --- |
| 1.  | FC Barcelona           | 14 | 12    | 1     | 1     | 413    | 354    | +59    | 25  |
| 2.  | Paris SG Handball      | 14 | 12    | 0     | 2     | 451    | 383    | +68    | 24  |
| 3.  | MVM Veszprém KC        | 14 | 8     | 2     | 4     | 381    | 365    | +16    | 18  |
| 4.  | SG Flensburg-Handewitt | 14 | 7     | 1     | 6     | 382    | 366    | +16    | 15  |
| 5.  | THW Kiel               | 14 | 5     | 2     | 7     | 353    | 376    | −23    | 12  |
| 6.  | Bjerringbro-Silkeborg  | 14 | 4     | 0     | 10    | 364    | 396    | −32    | 8   |
| 7.  | Orlen Wisła Płock      | 14 | 3     | 2     | 9     | 367    | 401    | −34    | 8   |
| 8.  | Kadetten Schaffhausen  | 14 | 1     | 0     | 13    | 370    | 440    | −70    | 2   |

### Grupa B
| Lp. | Drużyna               | M  | Mecze | Mecze | Mecze | Bramki | Bramki | Bramki | Pkt |
| Lp. | Drużyna               | M  | W     | R     | P     | +      | −      | +/−    | Pkt |
| --- | --------------------- | -- | ----- | ----- | ----- | ------ | ------ | ------ | --- |
| 1.  | RK Wardar Skopje      | 14 | 10    | 0     | 4     | 412    | 378    | +34    | 20  |
| 2.  | Vive Tauron Kielce    | 14 | 9     | 0     | 5     | 415    | 390    | +25    | 18  |
| 3.  | MOL-Pick Szeged       | 14 | 8     | 1     | 5     | 376    | 350    | +26    | 17  |
| 4.  | Rhein-Neckar Löwen    | 14 | 8     | 1     | 5     | 392    | 396    | −4     | 17  |
| 5.  | HC Meszkow Brześć     | 14 | 5     | 4     | 5     | 383    | 385    | −2     | 14  |
| 6.  | RK Zagrzeb            | 14 | 4     | 1     | 9     | 332    | 356    | −24    | 9   |
| 7.  | Celje Pivovarna Laško | 14 | 3     | 3     | 8     | 399    | 424    | −25    | 9   |
| 8.  | IFK Kristianstad      | 14 | 3     | 2     | 9     | 381    | 411    | −30    | 8   |

### Grupa C
| Lp. | Drużyna                | M  | Mecze | Mecze | Mecze | Bramki | Bramki | Bramki | Pkt |
| Lp. | Drużyna                | M  | W     | R     | P     | +      | −      | +/−    | Pkt |
| --- | ---------------------- | -- | ----- | ----- | ----- | ------ | ------ | ------ | --- |
| 1.  | Montpellier Handball   | 10 | 8     | 0     | 2     | 302    | 252    | +50    | 16  |
| 2.  | Naturhouse La Rioja    | 10 | 5     | 1     | 4     | 294    | 286    | +8     | 11  |
| 3.  | RK Metalurg Skopje     | 10 | 5     | 0     | 5     | 240    | 251    | −11    | 10  |
| 4.  | Tatran Preszów         | 10 | 4     | 1     | 5     | 259    | 271    | −12    | 9   |
| 5.  | Elverum Håndball       | 10 | 3     | 2     | 5     | 257    | 274    | −17    | 8   |
| 6.  | Czechowskije Miedwiedi | 10 | 2     | 2     | 6     | 273    | 291    | −18    | 6   |

### Grupa D
| Lp. | Drużyna             | M  | Mecze | Mecze | Mecze | Bramki | Bramki | Bramki | Pkt |
| Lp. | Drużyna             | M  | W     | R     | P     | +      | −      | +/−    | Pkt |
| --- | ------------------- | -- | ----- | ----- | ----- | ------ | ------ | ------ | --- |
| 1.  | HBC Nantes          | 10 | 8     | 1     | 1     | 312    | 270    | +42    | 17  |
| 2.  | HK Motor Zaporoże   | 10 | 7     | 1     | 2     | 308    | 272    | +36    | 15  |
| 3.  | Beşiktaş JK         | 10 | 5     | 1     | 4     | 275    | 289    | −14    | 11  |
| 4.  | Dinamo Bukareszt    | 10 | 3     | 2     | 5     | 294    | 294    | 0      | 8   |
| 5.  | Team Tvis Holstebro | 10 | 2     | 1     | 7     | 281    | 314    | −33    | 5   |
| 6.  | ABC/UMinho          | 10 | 2     | 0     | 8     | 289    | 320    | −31    | 4   |

### Play-off
Do play-off zakwalifikowały się po dwie najlepsze drużyny z grup C i D, które rozegrały ze sobą dwumecze.
| Drużyna 1                            | Wynik dwumeczu | Drużyna 2            | Pierwszy mecz | Drugi mecz |
| ------------------------------------ | -------------- | -------------------- | ------------- | ---------- |
| Naturhouse La Rioja                  | 56:68          | HBC Nantes           | 25:31         | 31:37      |
| HK Motor Zaporoże                    | 63:65          | Montpellier Handball | 34:36         | 29:29      |
| Po lewej gospodarz pierwszego meczu. |                |                      |               |            |

Wyniki
| 4 marca 201718:00 | HK Motor Zaporoże | 34:36(15:18) | Montpellier Handball   | gospodarz Widzów: 3100 Sędzia: Sorin-Laurenţiu Dinu Constantin Din |
| 4 marca 201718:00 | Igor Soroka 10    | 34:36(15:18) | 8 Jonas Truchanovicius | gospodarz Widzów: 3100 Sędzia: Sorin-Laurenţiu Dinu Constantin Din |
| 4 marca 201718:00 | 6× · 3×           | 34:36(15:18) | 6× · 3×                | gospodarz Widzów: 3100 Sędzia: Sorin-Laurenţiu Dinu Constantin Din |

| 5 marca 201720:00 | Naturhouse La Rioja             | 25:31(13:13) | HBC Nantes                  | gospodarz Widzów: 2200 Sędzia: Jesper Kirkholm Madsen Henrik Mortensen |
| 5 marca 201720:00 | Haniel Vinícius Inoue Langaro 7 | 25:31(13:13) | 9 Eduardo Gurbindo Martínez | gospodarz Widzów: 2200 Sędzia: Jesper Kirkholm Madsen Henrik Mortensen |
| 5 marca 201720:00 | 1× · 3×                         | 25:31(13:13) | 5× · 3×                     | gospodarz Widzów: 2200 Sędzia: Jesper Kirkholm Madsen Henrik Mortensen |

| 11 marca 201717:00 | Montpellier Handball | 29:29(14:13) | HK Motor Zaporoże  | gospodarz Widzów: 2800 Sędzia: Aleksandar Pandžić Ivan Mošorinski |
| 11 marca 201717:00 | Jure Dolenec 8       | 29:29(14:13) | 8 Artem Kozakevych | gospodarz Widzów: 2800 Sędzia: Aleksandar Pandžić Ivan Mošorinski |
| 11 marca 201717:00 | 3× · 3×              | 29:29(14:13) | 7× · 3×            | gospodarz Widzów: 2800 Sędzia: Aleksandar Pandžić Ivan Mošorinski |

| 11 marca 201720:00 | HBC Nantes   | 37:31(21:15) | Naturhouse La Rioja                | gospodarz Widzów: 4438 Sędzia: Vaidas Mažeika Mindaugas Gatelis |
| 11 marca 201720:00 | Théo Derot 8 | 37:31(21:15) | 6 Ángel Fernández (piłkarz ręczny) | gospodarz Widzów: 4438 Sędzia: Vaidas Mažeika Mindaugas Gatelis |
| 11 marca 201720:00 | 1× · 3×      | 37:31(21:15) | 2× · 3×                            | gospodarz Widzów: 4438 Sędzia: Vaidas Mažeika Mindaugas Gatelis |

## Faza pucharowa
Prawo gry w tzw. 1/6 finału zagwarantowało sobie 12 zespołów: 10 z grup A i B, które zajęły miejsca 2-5, oraz zwycięzcy par play-off. Zespoły te rozegrają dwumecze (u siebie i na wyjeździe). Zwycięzcy spotkań awansują do ćwierćfinałów, do których bezpośrednio awansowali zwycięzcy grup A i B. W następnej rundzie 1/4 finału zespoły rozegrają ze sobą kolejne dwumecze, a ich zwycięzcy zagrają w Final Four.

### Zakwalifikowane zespoły
| Grupa              | Zakwalifikowani do ćwierćfinałów | Zakwalifikowani do 1/6 finału   | Zakwalifikowani do 1/6 finału   | Zakwalifikowani do 1/6 finału   | Zakwalifikowani do 1/6 finału   | Zakwalifikowani do 1/6 finału   |
| Grupa              | Pierwsze miejsce                 | Drugie miejsce                  | Trzecie miejsce                 | Czwarte miejsce                 | Piąte miejsce                   | Szóste miejsce                  |
| ------------------ | -------------------------------- | ------------------------------- | ------------------------------- | ------------------------------- | ------------------------------- | ------------------------------- |
| A                  | FC Barcelona                     | Paris SG Handball               | MVM Veszprém KC                 | SG Flensburg-Handewitt          | THW Kiel                        | Bjerringbro-Silkeborg           |
| B                  | RK Wardar Skopje                 | Vive Tauron Kielce              | MOL-Pick Szeged                 | Rhein-Neckar Löwen              | HC Meszkow Brześć               | RK Zagrzeb                      |
| Zwycięzcy play-off |                                  | HBC Nantes Montpellier Handball | HBC Nantes Montpellier Handball | HBC Nantes Montpellier Handball | HBC Nantes Montpellier Handball | HBC Nantes Montpellier Handball |

### 1/6 finału[16]
| Drużyna 1                            | Wynik dwumeczu | Drużyna 2              | Pierwszy mecz | Drugi mecz |
| ------------------------------------ | -------------- | ---------------------- | ------------- | ---------- |
| HBC Nantes                           | 53:61          | Paris SG Handball      | 26:26         | 27:35      |
| Montpellier Handball                 | 61:54          | Vive Tauron Kielce     | 33:28         | 28:26      |
| RK Zagrzeb                           | 41:52          | MVM Veszprém KC        | 22:23         | 19:29      |
| Bjerringbro-Silkeborg                | 48:59          | MOL-Pick Szeged        | 24:26         | 24:33      |
| HC Meszkow Brześć                    | 51:54          | SG Flensburg-Handewitt | 25:26         | 26:28      |
| THW Kiel                             | 50:49          | Rhein-Neckar Löwen     | 24:25         | 26:24      |
| Po lewej gospodarz pierwszego meczu. |                |                        |               |            |

Wyniki
| 22 marca 201718:30 | THW Kiel       | 24:25(10:12) | Rhein-Neckar Löwen    | gospodarz Widzów: 9986 Sędzia: Andreu Marín Ignacio García Serradilla |
| 22 marca 201718:30 | Nikola Bilyk 7 | 24:25(10:12) | 6 Kim Ekdahl Du Rietz | gospodarz Widzów: 9986 Sędzia: Andreu Marín Ignacio García Serradilla |
| 22 marca 201718:30 | 3× · 4×        | 24:25(10:12) | 1× · 2×               | gospodarz Widzów: 9986 Sędzia: Andreu Marín Ignacio García Serradilla |

| 25 marca 201718:00 | RK Zagrzeb                        | 22:23(10:12) | MVM Veszprém KC                | gospodarz Widzów: 12250 Sędzia: Thierry Dentz Denis Reibel |
| 25 marca 201718:00 | Josip Valčić 4 Domagoj Pavlović 4 | 22:23(10:12) | 4 Gašper Marguč 4 Renato Sulić | gospodarz Widzów: 12250 Sędzia: Thierry Dentz Denis Reibel |
| 25 marca 201718:00 | 3× · 3×                           | 22:23(10:12) | 4× · 3×                        | gospodarz Widzów: 12250 Sędzia: Thierry Dentz Denis Reibel |

| 25 marca 201720:45 | HBC Nantes                  | 26:26(15:14) | Paris SG Handball | gospodarz Widzów: 4500 Sędzia: Duarte Santos Ricardo Fonseca |
| 25 marca 201720:45 | Eduardo Gurbindo Martínez 5 | 26:26(15:14) | 7 Uwe Gensheimer  | gospodarz Widzów: 4500 Sędzia: Duarte Santos Ricardo Fonseca |
| 25 marca 201720:45 | 3×                          | 26:26(15:14) | 5× · 2×           | gospodarz Widzów: 4500 Sędzia: Duarte Santos Ricardo Fonseca |

| 26 marca 201716:50 | Bjerringbro-Silkeborg          | 24:26(13:8) | SC Pick Szeged                 | gospodarz Widzów: 2202 Sędzia: Stevann Pichon Laurent Reveret |
| 26 marca 201716:50 | Nikolaj Rømer Berg Markussen 8 | 24:26(13:8) | 6 Sergei Gorbok 6 Zsolt Balogh | gospodarz Widzów: 2202 Sędzia: Stevann Pichon Laurent Reveret |
| 26 marca 201716:50 | 5× · 2×                        | 24:26(13:8) | 4× · 2× · 1×                   | gospodarz Widzów: 2202 Sędzia: Stevann Pichon Laurent Reveret |

| 26 marca 201717:00 | Montpellier Handball           | 33:28(14:16) | Vive Tauron Kielce | gospodarz Widzów: 3100 Sędzia: Martin Gjeding Mads Hansen |
| 26 marca 201717:00 | Diego Simonet 8 Jure Dolenec 8 | 33:28(14:16) | 6 Karol Bielecki   | gospodarz Widzów: 3100 Sędzia: Martin Gjeding Mads Hansen |
| 26 marca 201717:00 | 3× · 3×                        | 33:28(14:16) | 3× · 2×            | gospodarz Widzów: 3100 Sędzia: Martin Gjeding Mads Hansen |

| 26 marca 201717:00 | HC Meszkow Brześć   | 25:26(13:15) | SG Flensburg-Handewitt | gospodarz Widzów: 3740 Sędzia: Csaba Dobrovits Péter Tájok |
| 26 marca 201717:00 | Dainis Krištopāns 5 | 25:26(13:15) | 5 Lasse Svan Hansen    | gospodarz Widzów: 3740 Sędzia: Csaba Dobrovits Péter Tájok |
| 26 marca 201717:00 | 3×                  | 25:26(13:15) | 2× · 2×                | gospodarz Widzów: 3740 Sędzia: Csaba Dobrovits Péter Tájok |

| 30 marca 201719:00 | Rhein-Neckar Löwen    | 24:26(12:12) | THW Kiel                     | gospodarz Widzów: 10712 Sędzia: Sławe Nikołow Ǵorgi Naczewski |
| 30 marca 201719:00 | Kim Ekdahl Du Rietz 6 | 24:26(12:12) | 5 Marko Vujin 5 Nikola Bilyk | gospodarz Widzów: 10712 Sędzia: Sławe Nikołow Ǵorgi Naczewski |
| 30 marca 201719:00 | 2× · 4×               | 24:26(12:12) | 4× · 3× · 1×                 | gospodarz Widzów: 10712 Sędzia: Sławe Nikołow Ǵorgi Naczewski |

| 1 kwietnia 201717:00 | Paris SG Handball | 35:27(15:13) | HBC Nantes              | gospodarz Widzów: 2914 Sędzia: Jónas Elíasson Anton Pálsson |
| 1 kwietnia 201717:00 | Nedim Remili 10   | 35:27(15:13) | 10 David Balaguer Romeu | gospodarz Widzów: 2914 Sędzia: Jónas Elíasson Anton Pálsson |
| 1 kwietnia 201717:00 | 5× · 4×           | 35:27(15:13) | 2× · 3×                 | gospodarz Widzów: 2914 Sędzia: Jónas Elíasson Anton Pálsson |

| 1 kwietnia 201717:30 | MVM Veszprém KC                                       | 29:19(15:9) | RK Zagrzeb                                           | gospodarz Widzów: 5019 Sędzia: Václav Horáček Jiří Novotný |
| 1 kwietnia 201717:30 | Momir Ilić 5 Cristian Ugalde García 5 Gašper Marguč 5 | 29:19(15:9) | 3 Zlatko Horvat 3 David Miklavčič 3 Domagoj Pavlović | gospodarz Widzów: 5019 Sędzia: Václav Horáček Jiří Novotný |
| 1 kwietnia 201717:30 | 4× · 3× · 1×                                          | 29:19(15:9) | 2× · 3×                                              | gospodarz Widzów: 5019 Sędzia: Václav Horáček Jiří Novotný |

| 2 kwietnia 201717:00 | SC Pick Szeged                               | 33:24(14:16) | Bjerringbro-Silkeborg | gospodarz Widzów: 3200 Sędzia: Nenad Krstič Peter Ljubič |
| 2 kwietnia 201717:00 | Jonas Källman 7 Sergei Gorbok 7 Staš Skube 7 | 33:24(14:16) | 6 Sebastian Skube     | gospodarz Widzów: 3200 Sędzia: Nenad Krstič Peter Ljubič |
| 2 kwietnia 201717:00 | 4× · 3×                                      | 33:24(14:16) | 5× · 3×               | gospodarz Widzów: 3200 Sędzia: Nenad Krstič Peter Ljubič |

| 2 kwietnia 201718:00 | Vive Tauron Kielce | 26:28(15:11) | Montpellier Handball | gospodarz Widzów: 4200 Sędzia: Matija Gubica Boris Milošević |
| 2 kwietnia 201718:00 | Michał Jurecki 7   | 26:28(15:11) | 7 Jure Dolenec       | gospodarz Widzów: 4200 Sędzia: Matija Gubica Boris Milošević |
| 2 kwietnia 201718:00 | 3× · 3×            | 26:28(15:11) | 3× · 3×              | gospodarz Widzów: 4200 Sędzia: Matija Gubica Boris Milošević |

| 2 kwietnia 201719:30 | SG Flensburg-Handewitt | 28:26(13:13) | HC Meszkow Brześć  | gospodarz Widzów: 4819 Sędzia: Óscar Raluy López Ángel Sabroso Ramírez |
| 2 kwietnia 201719:30 | Rasmus Lauge Schmidt 7 | 28:26(13:13) | 8 Rastko Stojković | gospodarz Widzów: 4819 Sędzia: Óscar Raluy López Ángel Sabroso Ramírez |
| 2 kwietnia 201719:30 | 3× · 3×                | 28:26(13:13) | 3× · 3×            | gospodarz Widzów: 4819 Sędzia: Óscar Raluy López Ángel Sabroso Ramírez |

### 1/4 finału
| Drużyna 1                            | Wynik dwumeczu | Drużyna 2            | Pierwszy mecz | Drugi mecz |
| ------------------------------------ | -------------- | -------------------- | ------------- | ---------- |
| THW Kiel                             | 46:49          | FC Barcelona         | 28:26         | 18:23      |
| SG Flensburg-Handewitt               | 51:61          | RK Wardar Skopje     | 24:26         | 27:35      |
| MOL-Pick Szeged                      | 57:60          | Paris SG Handball    | 27:30         | 30:30      |
| MVM Veszprém KC                      | 56:48          | Montpellier Handball | 26:23         | 30:25      |
| Po lewej gospodarz pierwszego meczu. |                |                      |               |            |

| 22 kwietnia 201717:30 | SG Flensburg-Handewitt | 24:26(9:15) | RK Wardar Skopje                 | gospodarz Widzów: 4837 Sędzia: Nenad Krstič Peter Ljubič |
| 22 kwietnia 201717:30 | Johan Jakobsson 6      | 24:26(9:15) | 5 Alex Dujshebaev 5 Luka Cindrić | gospodarz Widzów: 4837 Sędzia: Nenad Krstič Peter Ljubič |
| 22 kwietnia 201717:30 | 4× · 3×                | 24:26(9:15) | 6× · 3×                          | gospodarz Widzów: 4837 Sędzia: Nenad Krstič Peter Ljubič |

| 22 kwietnia 201717:30 | MVM Veszprém KC | 26:23(13:10) | Montpellier Handball | gospodarz Widzów: 5019 Sędzia: Óscar Raluy López Ángel Sabroso Ramírez |
| 22 kwietnia 201717:30 | László Nagy 6   | 26:23(13:10) | 5 Valentin Porte     | gospodarz Widzów: 5019 Sędzia: Óscar Raluy López Ángel Sabroso Ramírez |
| 22 kwietnia 201717:30 | 6× · 3× · 1×    | 26:23(13:10) | 3× · 3× · 1×         | gospodarz Widzów: 5019 Sędzia: Óscar Raluy López Ángel Sabroso Ramírez |

| 23 kwietnia 201717:00 | SC Pick Szeged            | 27:30(14:16) | Paris SG Handball                  | gospodarz Widzów: 3200 Sędzia: Sorin Laurenţiu Dinu Constantin Din |
| 23 kwietnia 201717:00 | Pedro Rodríguez Álvarez 6 | 27:30(14:16) | 7 Mikkel Hansen 7 Nikola Karabatić | gospodarz Widzów: 3200 Sędzia: Sorin Laurenţiu Dinu Constantin Din |
| 23 kwietnia 201717:00 | 4× · 3×                   | 27:30(14:16) | 9× · 2×                            | gospodarz Widzów: 3200 Sędzia: Sorin Laurenţiu Dinu Constantin Din |

| 23 kwietnia 201717:30 | THW Kiel       | 28:26(16:15) | FC Barcelona                                                    | gospodarz Widzów: 10205 Sędzia: Zigmārs Sondors Renārs Līcis |
| 23 kwietnia 201717:30 | Marko Vujin 10 | 28:26(16:15) | 4 Raúl Entrerríos Rodriguez 4 Valero Rivera Folch 4 Filip Jícha | gospodarz Widzów: 10205 Sędzia: Zigmārs Sondors Renārs Līcis |
| 23 kwietnia 201717:30 | 3× · 3× · 1×   | 28:26(16:15) | 4× · 3×                                                         | gospodarz Widzów: 10205 Sędzia: Zigmārs Sondors Renārs Līcis |

| 27 kwietnia 201719:00 | RK Wardar Skopje | 35:27(15:10) | SG Flensburg-Handewitt    | gospodarz Widzów: 7500 Sędzia: Martin Gjeding Mads Hansen |
| 27 kwietnia 201719:00 | Luka Cindrić 7   | 35:27(15:10) | 8 Anders Eggert Magnussen | gospodarz Widzów: 7500 Sędzia: Martin Gjeding Mads Hansen |
| 27 kwietnia 201719:00 | 3× · 2×          | 35:27(15:10) | 5× · 3× · 1×              | gospodarz Widzów: 7500 Sędzia: Martin Gjeding Mads Hansen |

| 29 kwietnia 201718:30 | FC Barcelona          | 23:18(13:9) | THW Kiel                      | gospodarz Widzów: 7083 Sędzia: Dalibor Jurinović Marko Mrvica |
| 29 kwietnia 201718:30 | Valero Rivera Folch 7 | 23:18(13:9) | 4 Niclas Ekberg 4 Marko Vujin | gospodarz Widzów: 7083 Sędzia: Dalibor Jurinović Marko Mrvica |
| 29 kwietnia 201718:30 | 2× · 2×               | 23:18(13:9) | 2× · 3×                       | gospodarz Widzów: 7083 Sędzia: Dalibor Jurinović Marko Mrvica |

| 29 kwietnia 201720:45 | Paris SG Handball                | 30:30(16:17) | SC Pick Szeged | gospodarz Widzów: 3800 Sędzia: Nenad Nikolić Dusan Stojković |
| 29 kwietnia 201720:45 | Luka Karabatić 6 Mikkel Hansen 6 | 30:30(16:17) | 8 Zsolt Balogh | gospodarz Widzów: 3800 Sędzia: Nenad Nikolić Dusan Stojković |
| 29 kwietnia 201720:45 | 3× · 4×                          | 30:30(16:17) | 4× · 3×        | gospodarz Widzów: 3800 Sędzia: Nenad Nikolić Dusan Stojković |

| 30 kwietnia 201718:30 | Montpellier Handball | 25:30(15:11) | MVM Veszprém KC   | gospodarz Widzów: 3200 Sędzia: Lars Geipel Marcus Helbig |
| 30 kwietnia 201718:30 | Jure Dolenec 9       | 25:30(15:11) | 7 Aron Pálmarsson | gospodarz Widzów: 3200 Sędzia: Lars Geipel Marcus Helbig |
| 30 kwietnia 201718:30 | 2× · 3×              | 25:30(15:11) | 4× · 3× · 1×      | gospodarz Widzów: 3200 Sędzia: Lars Geipel Marcus Helbig |

### Final Four
W fazie Final Four wzięły udział cztery najlepsze zespoły, które zwyciężyły w meczach ćwierćfinałowych. Final Four składał się z półfinałów, meczu o 3. miejsce oraz finału. Wszystkie mecze odbyły się w Kolonii w hali Lanxess Arena.
Losowanie Final Four zostało przeprowadzone 2 maja 2017.
|  |                   |                   |                  |                   |    |                   |                   |       |
|  | Półfinały         | Półfinały         | Półfinały        |                   |    | Finał             | Finał             | Finał |
|  | Półfinały         | Półfinały         | Półfinały        |                   |    | Finał             | Finał             | Finał |
|  | 3 czerwca         |                   |                  |                   |    |                   |                   |       |
|  |                   |                   |                  |                   |    |                   |                   |       |
|  | MVM Veszprém KC   | MVM Veszprém KC   | 26               |                   |    |                   |                   |       |
|  | MVM Veszprém KC   | MVM Veszprém KC   | 26               | 4 czerwca         |    |                   |                   |       |
|  | Paris SG Handball | Paris SG Handball | 27               |                   |    |                   |                   |       |
|  | Paris SG Handball | Paris SG Handball | 27               |                   |    | Paris SG Handball | Paris SG Handball | 23    |
|  | 3 czerwca         |                   |                  |                   |    | Paris SG Handball | Paris SG Handball | 23    |
|  |                   |                   | RK Wardar Skopje | RK Wardar Skopje  | 24 |                   |                   |       |
|  | RK Wardar Skopje  | RK Wardar Skopje  | RK Wardar Skopje | RK Wardar Skopje  | 24 | 26                |                   |       |
|  | RK Wardar Skopje  | RK Wardar Skopje  |                  |                   |    |                   |                   |       |
|  | FC Barcelona      | FC Barcelona      | 25               |                   |    |                   |                   |       |
|  | FC Barcelona      | FC Barcelona      | 25               | Mecz o 3. miejsce |    |                   |                   |       |
|  |                   |                   |                  |                   |    |                   |                   |       |
|  | 4 czerwca         |                   |                  |                   |    |                   |                   |       |
|  |                   |                   |                  |                   |    |                   |                   |       |
|  | MVM Veszprém KC   | MVM Veszprém KC   | 34               |                   |    |                   |                   |       |
|  | MVM Veszprém KC   | MVM Veszprém KC   | 34               |                   |    |                   |                   |       |
|  | FC Barcelona      | FC Barcelona      | 30               |                   |    |                   |                   |       |
|  | FC Barcelona      | FC Barcelona      | 30               |                   |    |                   |                   |       |

#### Półfinały
| 3 czerwca 201715:15 | MVM Veszprém KC | 26:27(11:11) | Paris SG Handball                | Lanxess Arena, Kolonia Widzów: 1975 Sędzia: Sławe Nikołow Ǵorgi Naczewski |
| 3 czerwca 201715:15 | László Nagy 6   | 26:27(11:11) | 7 Uwe Gensheimer 7 Mikkel Hansen | Lanxess Arena, Kolonia Widzów: 1975 Sędzia: Sławe Nikołow Ǵorgi Naczewski |
| 3 czerwca 201715:15 | 3× · 3×         | 26:27(11:11) | 2× · 3×                          | Lanxess Arena, Kolonia Widzów: 1975 Sędzia: Sławe Nikołow Ǵorgi Naczewski |

| 3 czerwca 201718:00 | RK Wardar Skopje               | 26:25(13:12) | FC Barcelona    | Lanxess Arena, Kolonia Widzów: 1975 Sędzia: Václav Horáček Jiří Novotný |
| 3 czerwca 201718:00 | Alex Dujshebaev 7 Ivan Čupić 7 | 26:25(13:12) | 6 Kirił Łazarow | Lanxess Arena, Kolonia Widzów: 1975 Sędzia: Václav Horáček Jiří Novotný |
| 3 czerwca 201718:00 | 3× · 3×                        | 26:25(13:12) | 5× · 2×         | Lanxess Arena, Kolonia Widzów: 1975 Sędzia: Václav Horáček Jiří Novotný |

#### Mecz o 3. miejsce
| 4 czerwca 201715:15 | MVM Veszprém KC   | 34:30(18:17) | FC Barcelona         | Lanxess Arena, Kolonia Widzów: 19750 Sędzia: Matija Gubica Boris Milošević |
| 4 czerwca 201715:15 | Aron Pálmarsson 8 | 34:30(18:17) | 6 Timothey N'Guessan | Lanxess Arena, Kolonia Widzów: 19750 Sędzia: Matija Gubica Boris Milošević |
| 4 czerwca 201715:15 | 3× · 3×           | 34:30(18:17) | 2× · 2×              | Lanxess Arena, Kolonia Widzów: 19750 Sędzia: Matija Gubica Boris Milošević |

#### Finał
| 4 czerwca 201718:00 | Paris SG Handball  | 23:24(12:11) | RK Wardar Skopje | Lanxess Arena, Kolonia Widzów: 19750 Sędzia: Lars Geipel Marcus Helbig |
| 4 czerwca 201718:00 | Nikola Karabatić 5 | 23:24(12:11) | 6 Timur Dibirow  | Lanxess Arena, Kolonia Widzów: 19750 Sędzia: Lars Geipel Marcus Helbig |
| 4 czerwca 201718:00 | 4× · 3×            | 23:24(12:11) | 4× · 2×          | Lanxess Arena, Kolonia Widzów: 19750 Sędzia: Lars Geipel Marcus Helbig |

### Drużyna Gwiazd
Skład najlepszych zawodników został ogłoszony przez EHF w dniu 1 czerwca 2017 przed rozpoczęciem Final Four.
| Pozycja                         | Zawodnik                | Klub                 |
| ------------------------------- | ----------------------- | -------------------- |
| Najlepszy bramkarz              | Gonzalo Pérez de Vargas | FC Barcelona         |
| Najlepszy prawoskrzydłowy       | Víctor Tomás            | FC Barcelona         |
| Najlepszy prawy rozgrywający    | Alex Dujshebaev         | RK Wardar Skopje     |
| Najlepszy środkowy rozgrywający | Nikola Karabatić        | Paris SG Handball    |
| Najlepszy lewy rozgrywający     | Mikkel Hansen           | Paris SG Handball    |
| Najlepszy lewoskrzydłowy        | Uwe Gensheimer          | Paris SG Handball    |
| Najlepszy obrotowy              | Ludovic Fabregas        | Montpellier Handball |
| Najlepszy obrońca               | Luka Karabatić          | Paris SG Handball    |
| Najlepszy młody gracz           | Nedim Remili            | Paris SG Handball    |
| Najlepszy trener                | Raúl González           | RK Wardar Skopje     |

## Najlepsi strzelcy
Nie uwzględniono goli z kwalifikacji.
| Pozycja | Zawodnik         | Zespół                | Liczba bramek |
| ------- | ---------------- | --------------------- | ------------- |
| 1.      | Uwe Gensheimer   | Paris SG Handball     | 115           |
| 2.      | Mikkel Hansen    | Paris SG Handball     | 99            |
| 3.      | Momir Ilić       | MVM Veszprém KC       | 89            |
| 4.      | Zsolt Balogh     | MOL-Pick Szeged       | 88            |
| 4.      | Jure Dolenec     | Montpellier Handball  | 88            |
| 6.      | Kirił Łazarow    | FC Barcelona          | 85            |
| 7.      | Gábor Császár    | Kadetten Schaffhausen | 81            |
| 8.      | Alex Dujshebaev  | RK Wardar Skopje      | 83            |
| 9.      | Nedim Remili     | Paris SG Handball     | 81            |
| 9.      | Rastko Stojković | HC Meszkow Brześć     | 81            |

Źródło: Top 50 Scorers

## Niebieskie kartki
Następujący zawodnicy otrzymali od sędziów najpierw czerwone a później niebieskie kartki za faule lub niesportowe zachowanie bez zawieszenia zawodnika na co najmniej jeden mecz:
- Mateusz Kus w meczu fazy grupowej: MOL-Pick Szeged - Vive Tauron Kielce
- Allahkaram Esteki w meczu fazy grupowej: Dinamo Bukareszt - Beşiktaş JK
- Tin Kontrec w meczu fazy grupowej: RK Zagrzeb - HC Meszkow Brześć[44]
- Maksim Babiczau w meczu fazy grupowej: RK Zagrzeb - HC Meszkow Brześć[44]
- David Balaguer Romeu w meczu fazy grupowej: HBC Nantes - Team Tvis Holstebro
- Šime Ivić w meczu fazy grupowej: Orlen Wisła Płock - Bjerringbro-Silkeborg
- Alen Blažević w meczu fazy pucharowej: Bjerringbro-Silkeborg - MOL-Pick Szeged
- René Toft Hansen w meczu fazy pucharowej: Rhein-Neckar Löwen - THW Kiel
- Timuzsin Schuch w meczu fazy pucharowej: MVM Veszprém KC - Montpellier Handball
- René Toft Hansen w meczu fazy pucharowej: THW Kiel - FC Barcelona